# جون كوردوبا
جون كوردوبا (بالإسبانية: Jhon Córdoba) (و. 1993  م) هو لاعب كرة قدم، من كولومبيا، مركز لعبه هو مهاجم.

## روابط خارجية
- جون كوردوبا على موقع قاعدة بيانات كرة القدم.إي يو (الإنجليزية)
- جون كوردوبا على موقع ناشيونال فوتبول تيمز (الإنجليزية)
- جون كوردوبا على موقع Soccerbase.com (لاعب) (الإنجليزية)
- جون كوردوبا على موقع Soccerway.com (الإنجليزية)
- جون كوردوبا على موقع عالم كرة القدم.نت (الإنجليزية)
- جون كوردوبا على موقع AS.com (الإسبانية)